# Parque botánico-arqueológico El Majuelo
El parque botánico-arqueológico El Majuelo es un parque botánico y yacimiento arqueológico de época romana de unas 5 hectáreas de extensión, en la localidad española de Almuñécar, provincia de Granada. 

## Localización
Se encuentra al pie del castillo de San Miguel en Almuñécar
Parque botánico-arqueológico El Majuelo, Calle del Castillo, CP 18690, Almuñécar (Granada).
Se encuentra abierto todo el año. La entrada es libre.

## Historia

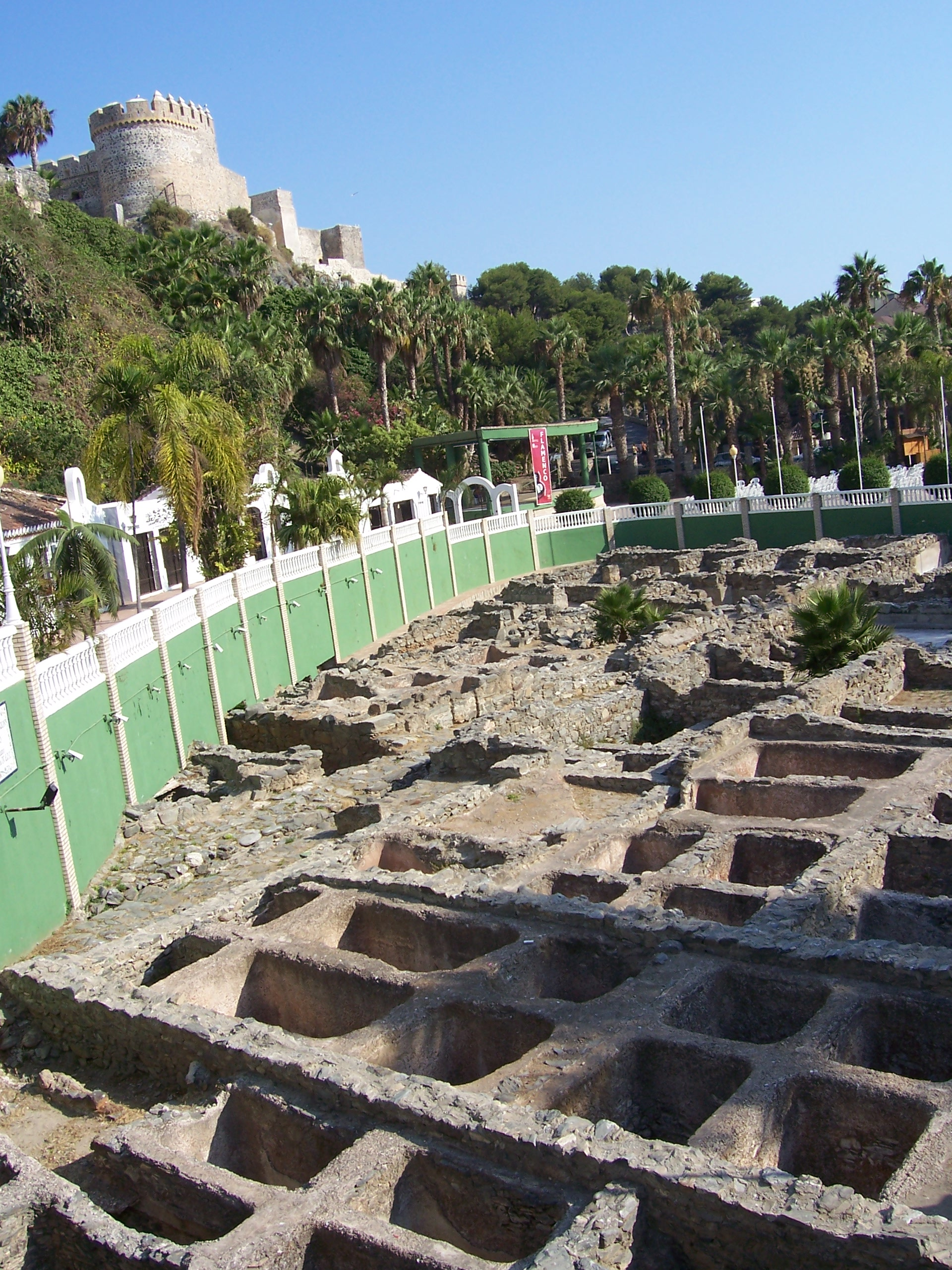
Vestigios de la industria de salazón del pescado en El Majuelo

Situado en pleno casco histórico de la ciudad, junto a la antigua factoría de salazones de pescado primero fenicia del siglo IV a. C. y más tarde romana, donde en tiempos se elaboraba la reconocida salsa garum. 
Está a los pies del Castillo de San Miguel y es un lugar de referencia en las actividades artesanales y lúdicas al contar con un auditorio diseñado por el maestro Urrengoechea.

## Colecciones
El parque botánico El Majuelo disfruta del microclima especial de Almuñécar que hace que se desarrollen de un modo óptimo especies botánicas tanto subtropicales como tropicales. 
En El Majuelo hay en total 182 especies de plantas con una selección de plantas representativas de todas las zonas tropicales del mundo como el Centro y Sur de América, África, Filipinas, Madagascar, China, India, Arabia, Japón, Islas de Malasia, Indonesia, Nueva Guinea, Australia, Nueva Zelanda, Melanesia, Micronesia y Polinesia.
Son de destacar los numerosos ejemplares de palmas.